# Wierzchy (gmina Krzymów)
Wierzchy – kolonia w Polsce położona w województwie wielkopolskim, w powiecie konińskim, w gminie Krzymów.